# (34138) Frasso Sabino
(34138) Frasso Sabino ist ein Asteroid des Hauptgürtels, der am 25. August 2000 am Osservatorio Astronomico Virginio Cesarini (IAU-Code 157) in der italienischen Provinz Rieti entdeckt wurde.
Der Himmelskörper wurde am 27. April 2002 nach der italienischen Gemeinde Frasso Sabino benannt, die das Observatorium kostenfrei in einer zu diesem Zweck umgebauten Getreidemühle aus dem 17. Jahrhundert beherbergt.